# Iglesia de San Luis Gonzaga (Sauzal)
La iglesia de San Luis Gonzaga es un templo católico ubicado en la localidad de Sauzal, en la comuna de Cauquenes, Región del Maule, Chile. Fue terminada a fines del siglo xix y fue declarada monumento nacional de Chile, en la categoría de monumento histórico, mediante el Decreto Exento n.º 1975, del 11 de octubre de 2007.

## Historia
Comenzó su construcción por órdenes del obispo de Concepción José Ignacio Cienfuegos en 1835, y fue terminada a fines del siglo xix. El terremoto de 2010 dañó la fachada, el campanario y diversos muros, por lo que se iniciaron trabajos de restauración en 2018.

## Descripción
Construida en adobe sostenida con madera de roble, cuenta con tres naves, una central y dos laterales. Al interior, sus pilares están hechos de madera imitando mármol. La casa parroquial se encuentra adosada a la iglesia.